# سوفی و مگالی
سوفی و مگالی (به انگلیسی: Sophie & Magaly) گروه موسیقی دو نفره فرانسوی بود. آن‌ها دو خواهر دوقلو بودند.
آن‌ها نماینده لوکزامبورگ در یوروویژن ۱۹۸۰ بودند.